# Volição
Volição (do latim volitione) é o processo cognitivo pelo qual um indivíduo se decide a praticar uma ação em particular. É definida como um esforço deliberado e é uma das principais funções psicológicas humanas (sendo as outras afeto, motivação e cognição). Processos volitivos podem ser aplicados conscientemente e podem ser automatizados como hábitos no decorrer do tempo. As concepções mais modernas de volição expressam-na como um processo de controle da ação que  torna-se automatizada .
Força de vontade é a expressão coloquial e volição é o termo científico para um mesmo estado mental, ou seja, uma "preferência eletiva". Quando "nos decidimos" por fazer uma atividade, isto é, determinamos uma escolha sobre ela, este estado é chamado de volição iminente; quando colocamos em prática qualquer ato de escolha em particular, este ato é denominado de volição imanente, executiva ou imperativa. Quando uma escolha imanente ou determinada controla ou governa uma série de atos voluntários, chamamos este estado de volição predominante; enquanto que volições subordinadas são aqueles atos de vontade que colocam em prática o objeto desejado pela volição predominante ou governante.

## Direito
No direito significa "capacidade de livre escolha", portanto sem obrigado a agir por coação ou coerção, como uma ameaça a sua integridade física. É necessário volição para implicar culpa por ação ou omissão. Por exemplo: se uma pessoa queria ajudar em uma emergência, mas estava incapacitada (imobilizada, paralisada, inconsciente...) não pode ser condenada por negligência ou por não prestar socorro.

## Outras definições
- Em "Model of Human Occupation" de Gary Kielhofner, a volição é um dos três subsistemas que agem sobre o comportamento humano. Neste modelo, a volição refere-se a conjuntura endo-cultural que promove as ações do indivíduo.
- O livro "A Bias for Action" de Heike Bruch e Sumantra Ghoshal discute as diferenças entre força de vontade e motivação. Ao fazê-lo, os autores usam o termo volição como um sinônimo de força de vontade e descrevem brevemente as teorias de Narziss Ach e Kurt Lewin. Enquanto Lewin argumenta que motivação e volição são a mesma coisa, os autores afirmam que Ach diz outra coisa. De acordo com Bruch e Ghosha, Ach afirma que há um certo limiar: quando o desejo permanece abaixo desse limiar, é apenas motivação; quando cruza o limiar, torna-se volição. Com este exemplo, os autores salientam a diferença em nível de comprometimento dos indivíduos às tarefas, medindo-o numa escala de intenção que vai da motivação à volição. Trabalhos modernos sobre o papel da volição no controle de impulsos (por exemplo, Kuhl & Heckhausen) e em educação (por exemplo, Corno) também fazem esta distinção. O modelo de Corno une a volição aos processos de aprendizagem auto-regulada.[3]